# Gemeinschaft der Portugiesischsprachigen Länder
Die Gemeinschaft der Portugiesischsprachigen Länder (portugiesisch Comunidade dos Países de Língua Portuguesa, CPLP) ist ein multilaterales Forum für Freundschaft und Zusammenarbeit unter den lusophonen, d. h. portugiesischsprachigen Ländern.
Die CPLP wurde 1996 gegründet und umfasst die neun Staaten (Stand 2018), in denen Portugiesisch Amtssprache ist. Die meisten Mitglieder sind ehemalige Kolonien Portugals. Daneben sind eine Reihe Staaten als Beobachter bei der CPLP.

## Vorgeschichte
Bereits im Januar 1955 hatten Portugal und Brasilien in einem Staatsvertrag regelmäßige Konsultationen sowie gegenseitige Gleichbehandlung der Staatsbürger vereinbart, d. h. brasilianische Staatsbürger sollten in Portugal die gleichen staatsbürgerlichen Rechte haben wie Portugiesen, ebenso portugiesische Staatsbürger in Brasilien. Zudem wurde die Möglichkeit einer Doppelstaatsbürgerschaft vereinbart, d. h. Portugiesen und Brasilianern sollten die Staatsbürgerschaft des jeweils anderen Landes beantragen können, was seit der Unabhängigkeit Brasiliens 1822/25 in den portugiesischen Verfassungen seit 1826 ausgeschlossen war. Im August 1965 hatte Portugals damaliger Diktator António de Oliveira Salazar Brasilien die Bildung einer Gemeinschaft „für die Sicherstellung und Verteidigung des nationalen Erbes“ vorgeschlagen. Diese Gemeinschaft, der auch Portugals Kolonien angehören sollten, hätte im Südatlantik die Rolle einer Großmacht spielen sollen. Doch Brasilien orientierte sich mehr an den USA und die portugiesischen Kolonien befanden sich im Aufstand. Nur Adhemar Perreira de Barros, der Gouverneur des bevölkerungsreichsten Bundesstaates Sao Paulo, erwärmte sich für die Idee und schlug im Januar 1966 Portugal die Bildung eines „luso-brasilianischen Staatenbundes“ vor. Portugiesisches Kapital sollte die brasilianische Inflation aufhalten und in die Entwicklung brasilianischer Ressourcen investiert werden, Brasilien sollte Portugal dafür bei der Behauptung der Kolonien und der Bekämpfung des Kommunismus helfen. Noch im gleichen Jahr aber wurde de Barros abgesetzt, lediglich ein portugiesisch-brasilianischer Vertrag über wissenschaftliche und technische Zusammenarbeit wurde 1966 abgeschlossen.
Noch während der portugiesischen Nelkenrevolution von 1974 bemühte sich Portugals Staatspräsident António de Spínola, den verlorenen Kolonialkrieg in Afrika durch die Umwandlung des Kolonialreiches in eine plurikontinentale luso-brasilianisch-afrikanische Föderation zu beenden und die afrikanischen Völker so von der Forderung nach vollständiger Unabhängigkeit abbringen zu können.
Erst ab 1983, lange nach der Nelkenrevolution, die den afrikanischen Kolonien die Unabhängigkeit brachte, normalisierte sich das Verhältnis Portugal zu seinen ehemaligen Kolonien und erste Vorschläge einer lusophonen Zusammenarbeit wurden diskutiert. 1986 wurde der 1966 geschlossene Kooperationsvertrag zwischen Brasilien und Portugal verlängert.

## Mitglieder
- Angola
- Äquatorialguinea
- Brasilien
- Guinea-Bissau
- Kap Verde
- Mosambik
- Osttimor
- Portugal
- São Tomé und Príncipe

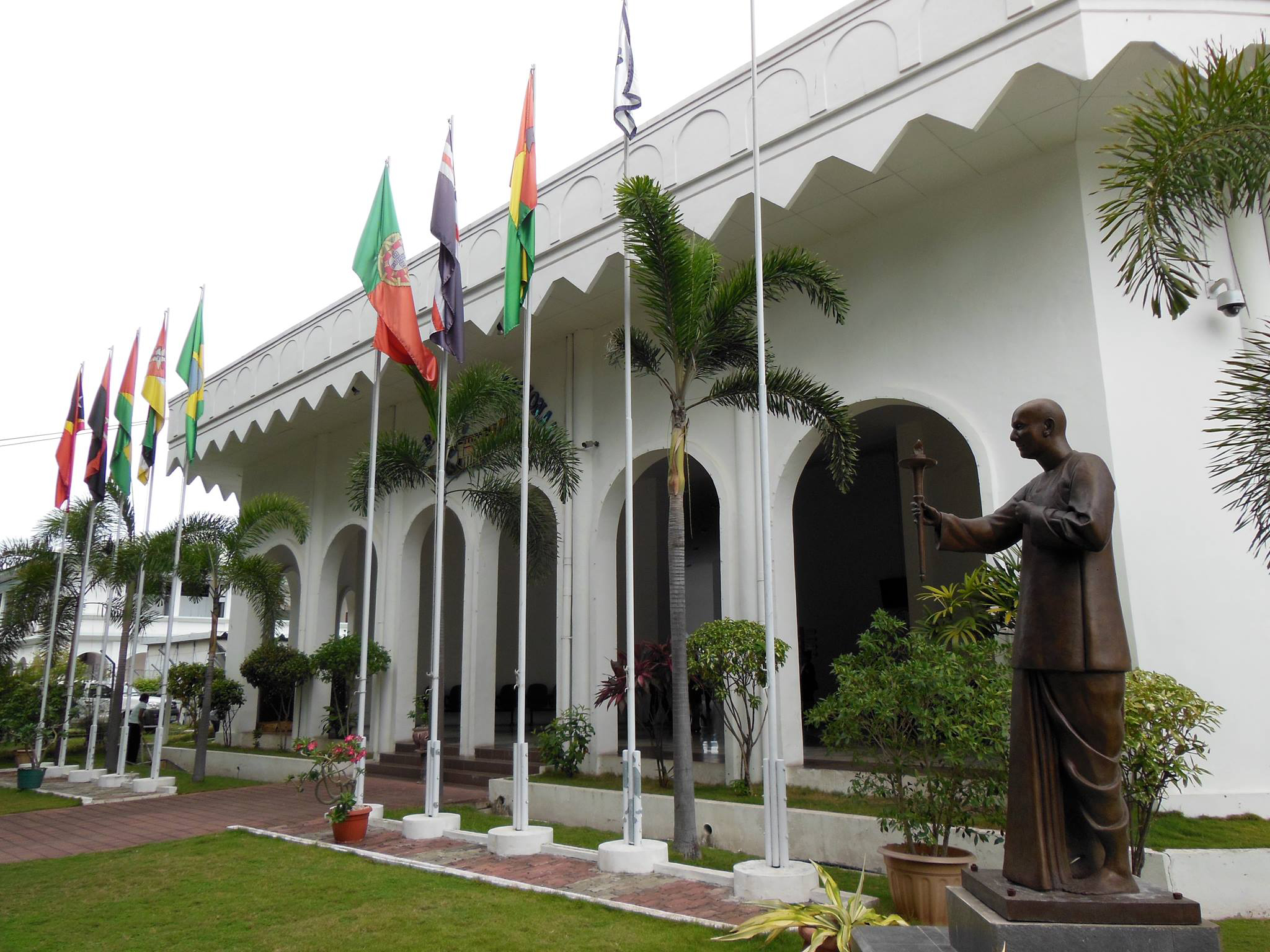
Nationalparlament Osttimors mit den Nationalflaggen der CPLP-Mitglieder

Die CPLP wurde im Jahr 1996 durch die sieben Länder Angola, Brasilien, Guinea-Bissau, Kap Verde, Mosambik, Portugal und São Tomé und Príncipe gegründet. Nach seiner Unabhängigkeit von Indonesien im Jahre 2002 trat auch Osttimor der Gemeinschaft bei. Am 13. Juli 2007 hat Äquatorialguinea Portugiesisch als eine seiner Amtssprachen angenommen und wurde 2014 offiziell in die Gemeinschaft aufgenommen.
Die Mitgliedstaaten haben zusammen mehr als 223 Millionen Bewohner und umfassen eine Fläche von 10.742.000 km², was etwas größer als die USA oder Kanada ist.

## Beobachterstatus
- seit 2006:  Mauritius
- seit 2008:  Senegal
- seit 2014:  Georgien,  Japan,  Namibia,  Türkei
- seit 2016:  Tschechien,  Slowakei,  Ungarn,  Uruguay
- seit 2018:  Andorra,  Argentinien,  Chile,  Vereinigtes Königreich,  Frankreich,  Italien,  Luxemburg,  Serbien
- seit 2021:  Elfenbeinküste,  Griechenland,  Indien,  Irland,  Kanada,  Katar,  Peru,  Rumänien,  Spanien,  Vereinigte Staaten
- seit 2023:  Paraguay

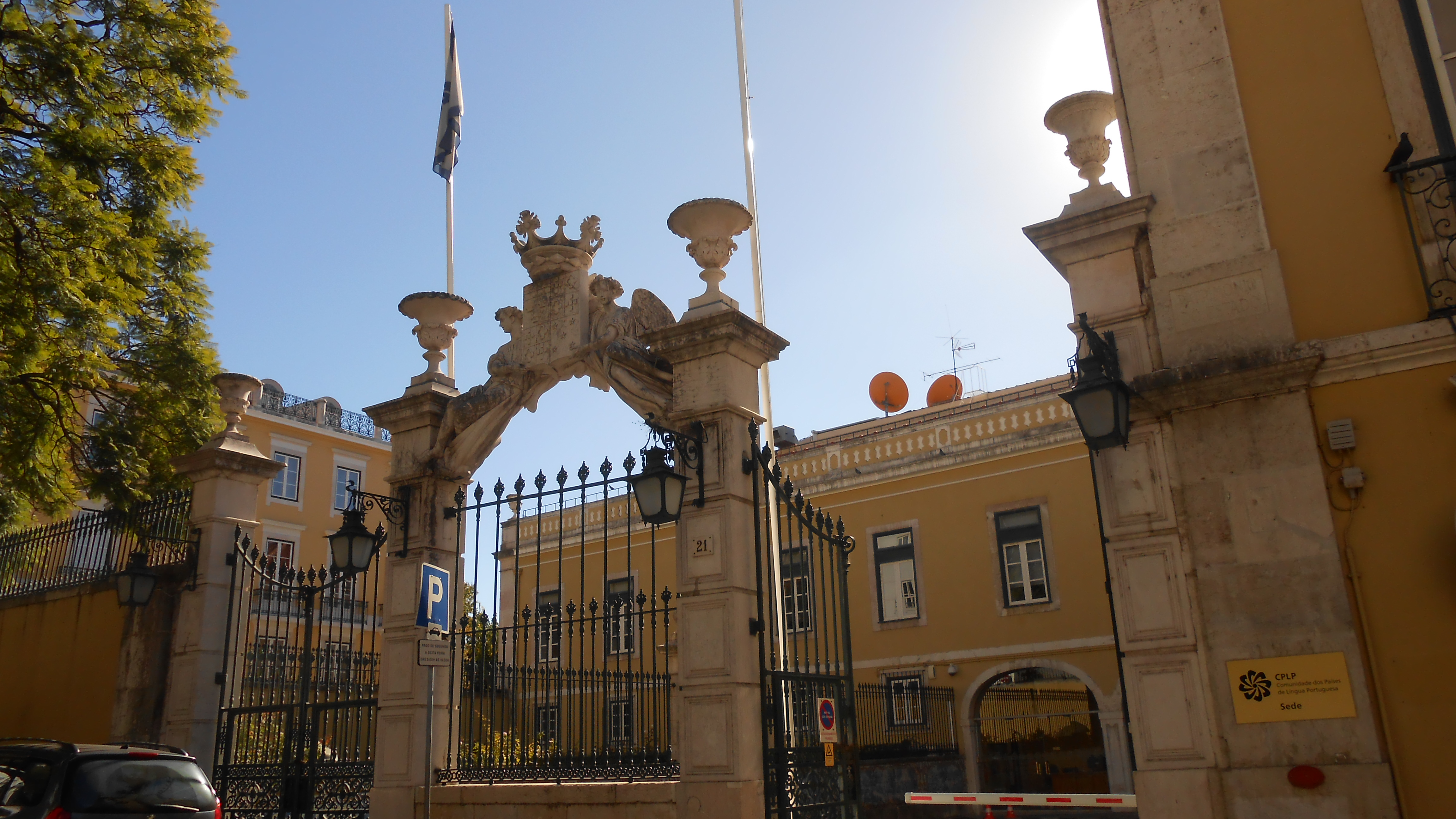
Seit 2011 Sitz der CPLP: der Lissabonner Stadtpalast Palácio Penafiel aus dem frühen 17. Jh.

In einigen ehemaligen Kolonien Portugals entstanden Kreolsprachen, die aus dem Portugiesischen hervorgingen. Seit 2006 haben Äquatorialguinea (bis 2014) und Mauritius den Status eines assoziierten Beobachters inne, seit 2008 auch Senegal. Auch Macau strebt dies an. Macau war bis 1999 eine portugiesische Überseeprovinz und noch heute ist Portugiesisch eine der Amtssprachen. Die Sonderverwaltungszone Macau wurde 2006 eingeladen, den Beobachterstatus anzunehmen. Die Genehmigung der Regierung der Volksrepublik China steht noch aus.
Auf dem 2. Gipfeltreffen der Staats- und Regierungschefs in Praia im Juli 1998 wurde der Beobachterstatus erstmals erwähnt und im Jahr 2005 hat der Ministerrat der CPLP in Luanda die Bedingungen für dieses Assoziierungsabkommen festgelegt. Das Ziel dieser Vereinbarung war die eventuelle Aufnahme portugiesischsprachiger Länder oder Regionen, die Drittstaaten angehören, in die Gemeinschaft. Allerdings kann dieser Status auch generell Staaten verliehen werden, die den Grundsätze der CPLP, insbesondere im Hinblick auf die Förderung der Demokratie, der guten Regierungsführung und der Achtung der Menschenrechte, folgen.
Auf der 10. Konferenz der Staats- und Regierungschefs am 23. Juli 2014 in Dili wurden Georgien, Namibia, die Türkei und Japan assoziierte Beobachter.
Auf der 11. Konferenz der Staats- und Regierungschefs am 31. Oktober und 1. November 2016 in Brasília erhielten Ungarn, Tschechien, die Slowakei und Uruguay den Status assoziierter Beobachter.
Bei der 12. Konferenz, welche vom 17. bis 18. Juli 2018 auf der Kapverden-Insel Sal stattfand, wurden Andorra, Argentinien, Chile, Großbritannien und Nordirland, Frankreich, Italien, Luxemburg sowie Serbien in diese Liste aufgenommen.
Bei der 13. Konferenz am 17. Juni 2021 in Luanda wurden die Elfenbeinküste, Griechenland, Indien, Irland, Kanada, Katar, Peru, Rumänien, Spanien und die Vereinigten Staaten in die Liste der assoziierten Beobachter aufgenommen.
Bei der 14. Konferenz am 27. August 2023 in São Tomé wurde Paraguay als weiteres assoziiertes Mitglied aufgenommen.

## Die Gemeinschaft
Die Gemeinschaft befindet sich im Aufbau, denn sie ist eine Organisation von Ländern, die voneinander sehr wenig wissen und „nur“ durch eine gemeinsame Sprache verbunden sind, wohingegen große Entfernungen und kulturelle Unterschiede die neun Staaten, die auf verschiedenen Kontinenten liegen, trennen. Faktisch jedoch gibt es keine gemeinsamen Organe und auch das Budget der Gemeinschaft ist nur symbolisch.
Seit ihrer Gründung hat die CPLP in Guinea-Bissau und São Tomé und Príncipe bei der Überwindung innerer Krisen nach Staatsstreichen geholfen und hat die Einführung von politischen und wirtschaftlichen Reformen unterstützt. Eine darüber hinaus von den Kapverden vorgeschlagene gemeinschaftliche Staatsbürgerschaft wurde jedoch von Portugal (indirekt auch von Brasilien) vorerst abgelehnt.
Seit 2005 gibt es ein internes Kooperationsnetz im Rechtswesen.
Die CPLP hat ihren Sitz in Lissabon, wo ein Generalsekretär alle zwei Jahre gewählt wird. Die notwendigen Finanzmittel stellen größtenteils die neun Mitgliedsstaaten. Am Sitz der Gemeinschaft waren zunächst Brasilien, Guinea-Bissau und Portugal mit eigenen Botschaftern vertreten, Osttimor kam danach dazu. Heute haben alle Mitglieder eigene Botschafter für die CPLP ernannt, teils in Personalunion mit dem Botschafter ihres Landes in Portugal.
Obwohl portugiesischsprachig, trat Mosambik neben der CPLP auch dem Commonwealth of Nations bei und ist mit der OIF assoziiert.

## Liste der Generalsekretäre

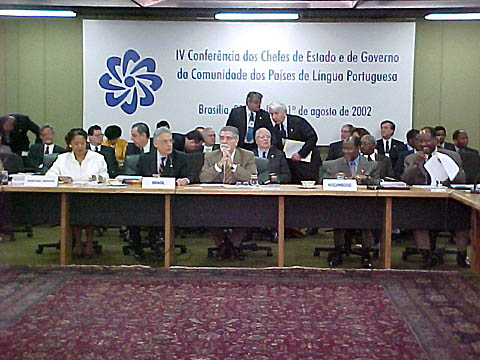
IV. Konferenz der Staats- und Regierungschefs der CPLP in Brasília, 1. August 2002

Der Generalsekretär (portugiesisch Secretário Executivo) wird alle zwei Jahre gewählt.
| Name                              | Von            | Bis            | Land                  |
| --------------------------------- | -------------- | -------------- | --------------------- |
| Marcolino Moco                    | 17. Juli 1996  | Juli 2000      | Angola                |
| Dulce Maria Pereira               | Juli 2000      | 1. August 2002 | Brasilien             |
| João Augusto de Médicis           | 1. August 2002 | April 2004     | Brasilien             |
| Zeferino Martins (Interims)       | April 2004     | Juli 2004      | Mosambik              |
| Luís de Matos Monteiro da Fonseca | Juli 2004      | Juli 2008      | Kap Verde             |
| Domingos Simões Pereira           | Juli 2008      | September 2012 | Guinea-Bissau         |
| Murade Isaac Murargy              | September 2012 | Dezember 2016  | Mosambik              |
| Maria do Carmo Silveira           | Januar 2017    | Dezember 2018  | São Tomé und Príncipe |
| Francisco Ribeiro Telles          | Dezember 2018  | Juli 2021      | Portugal              |
| Zacarias da Costa                 | Juli 2021      | amtierend      | Osttimor              |

## Anwärter auf eine Mitgliedschaft
Da die galicische Sprache wie die portugiesische Sprache ihren Ursprung in der galicisch-portugiesischen Sprache hat, gibt es in Galicien Überlegungen, der CPLP beizutreten. 
Osttimors Präsident José Ramos-Horta nannte im November 2008 einen Beitritt Indonesiens zur Gemeinschaft eine gute Idee. Das Land habe durch die Kolonialzeit alte Beziehungen zu Portugal. Auch seien tausende portugiesische Lehnwörter in Bahasa Indonesia vorhanden. Auch einen Beitritt Malaysias könne sich Ramos-Horta aufgrund der alten malaysisch-portugiesischen Beziehungen mit der Geschichte Malakkas vorstellen.